# Chappell (cratère)
Pour les articles homonymes, voir Chappell (homonymie).
Chappell est un cratère d'impact lunaire situé sur la face cachée de la Lune, dans l'hémisphère nord, juste au nord du cratère Debye. Il se trouve dans une zone fortement bombardée de la surface, et une grande partie de son pourtour extérieur est recouverte de cratères plus petits. Le pourtour nord, en particulier, a été presque entièrement désintégré, tandis que de petits cratères le recouvrent également au nord-ouest et au sud-est. Ce qui reste du pourtour forme un bord arrondi et quelque peu irrégulier de la dépression du cratère.
En revanche, le sol intérieur ne présente pas de traces notables d'impacts. La surface intérieure est plus plane que le terrain accidenté qui l'entoure. Près du milieu du sol se trouve une crête centrale basse et arrondie, entourée d'une série de fractures linéaires et arquées formant un anneau presque complet autour du pic central.
Le cratère a été officiellement nommé par l'Union astronomique internationale en 1970 en l'honneur de l'astronome américain James Chappell (en).

## Cratères satellites
Par convention, ces caractéristiques sont identifiées sur les cartes lunaires en plaçant la lettre sur le côté du point médian du cratère le plus proche de Chappell.
| Chappell | Latitude | Longitude | Diamètre |
| -------- | -------- | --------- | -------- |
| E        | 55,8° N  | 171,5° O  | 59 km    |
| T        | 54,8° N  | 178,9° E  | 28 km    |